# Jerónimo Lobo
Compléments
Lobo a œuvré principalement pour la réunion de l'Église éthiopienne avec l'Eglise catholique
Jerónimo Lobo, né en 1595 à Lisbonne (Portugal) et y décédé le 29 janvier 1678, est un prêtre jésuite portugais. missionnaire en Éthiopie, il a œuvré pour la réunion de l'Église copte éthiopienne avec l'Église de Rome, mais sans succès. Expulsé avec les autres jésuites de la Mission d'Éthiopie en 1633, et revenu en Europe, il a écrit une relation de son séjour en Éthiopie, l’Itinerario, qui a fait longtemps autorité sur tout ce qui concernait ce pays.

## Biographie
Né à Lisbonne en 1593, Jerònimo Lobo est le troisième enfant de Maria Brandão de Vasconcelos et Francisco Lobo da Gama, gouverneur du Cap-Vert. A l'âge de 14 ans il entre au noviciat des jésuites de Coimbra (1er mai 1609). Peu après son ordination sacerdotale (le 22 avril 1621) il quitte l'Europe, envoyé comme missionnaire en Inde. Le voyage est périlleux. Son navire est attaqué au large du Mozambique. Cependant il débarque sain et sauf à Goa en 1622. 
À la suite de la conversion au catholicisme de l'empereur Susneyos obtenue par Pedro Páez, Lobo quitte Goa en 1624 pour rejoindre la Mission jésuite d'Éthiopie.  Il débarque à Pate et tente d'atteindre l'Empire d'Éthiopie en remontant le fleuve Jubba mais fut forcé de rebrousser chemin. Il repart l'année suivante, accompagné par Afonso Mendes, le patriarche latin d'Éthiopie, et huit missionnaires, débarquant cette fois à Beylul, un port sur la côte de la mer Rouge sous contrôle du roi des Afars, vassal de l'empereur d'Éthiopie.
Après avoir traversé le désert dans les hauts plateaux éthiopiens, le groupe atteint Frémone, où Lobo devient responsable du travail missionnaire dans la province de Tigré.
À la demande de son petit-neveu Francisco da Gama, comte de Vidigueira, et du gouverneur-général de l'Inde il récupère les restes de Christophe de Gama, capturé et exécuté par Ahmad ibn al-Ghazi Ibrihim en 1542. Il sert également en tant que missionnaire au sud-ouest du lac Tana, où il voyage jusqu'à la source du Nil Bleu.
La mort de l'empereur Susneyos (17 septembre 1632) laisse la communauté catholique de Jerònimo Lobo sans protecteur. Son fils et successeur, Fasiladas, exile d'abord les missionnaires à Frémone, puis en 1634 Lobo et ses compagnons sont expulsés du pays, la communauté étant alors exposée aux vols, aux agressions et aux humiliations par la population locale. Le groupe atteint le port de Massaoua contrôlé par un naib ottoman qui les envoie à son supérieur à Suakin, où le pacha exige le paiement d'une rançon, avant qu'ils puissent partir pour l'Inde. Malgré l'accord conclu sur le montant de la rançon à payer (4300 patacas), au dernier moment le pacha retient le patriarche Mendes et trois autres prêtres, demandant un supplément de rançon...
Une fois que Lobo atteint Diu, il repart pour Goa en canoë où il arrive le 8 décembre 1634. Il tente alors de convaincre le vice-roi Miguel de Noronha (pt), comte de Linhares, d'envoyer une flotte en mer Rouge pour capturer Suakin et la ville de Massaoua,  et délivrer le patriarche par la force, et restaurer le catholicisme en Éthiopie. Bien que le vice-roi est disposé à effectuer une expédition punitive contre Suakin pour libérer le patriarche, il ne veut pas envoyer les forces portugaises. Par conséquent, Lobo, mécontent de la décision du vice-roi, s'embarque pour le Portugal. Après avoir fait naufrage sur la côte de Natal et s'être fait capturer par des pirates, il arrive à Lisbonne. Cependant ni dans cette ville, ni à Madrid et ni à Rome, les plans de Jerònimo Lobo ne sont acceptés.
Il retourne en 1640 en Inde où il devint recteur (puis Supérieur provincial) des jésuites à Goa. Il revient quelques années plus tard dans sa ville natale où il meurt le 29 janvier 1678.

## Écrits
Un certain nombre d'écrits de Lobo ont survécu. Il maintient notamment une correspondance avec Henry Oldenburg de la 'Royal Society' concernant la source du Nil, ce qui a probablement conduit à la publication à Londres d'un petit livre intitulé A Short Relation of the River Nile, of its source and current; of its overflowing the campagnia of Ægypt, till it runs into the Mediterranean and of other curiosities: written by an eye-witnesse, who lived many years in the chief kingdoms of the Abyssine Empire, traduit par Sir Peter Wyche.
Gabriel Pereira rapporte en 1903 avoir trouvé trois courts manuscrits de Lobo dans la bibliothèque du duc de Palmela, et en 1966 Fr. Manuel Gonçalves da Costa découvre dans la bibliothèque d'Ajuda à Lisbonne une autre œuvre de Lobo, Breve Noticia e Relação de Algumas Cousas Certas não vulgares, e Dignas de se saberem, escritas e [sic] Instância de Curiosos, qui contient les informations de A short Relation....
Son œuvre la plus connue sont ses mémoires des années 1622-1640, qui concernent son voyage en Inde, ses expériences en Éthiopie, et son voyage de retour au Portugal : l’Itinerario, qui n'a cependant pas été publié de son vivant. Baltazar Téllez s'inspire beaucoup des écrits de Lobo dans son Historia geral da l'Ethiopie a. Alta (Coimbra, 1660).
L'œuvre de Lobo a été traduite par l'abbé Joachim Legrand en français en 1728 à partir d'une copie détenue par le comte d'Ericeira, sous le titre de Relation historique d'Abissinie. Une version abrégée en anglais a été traduite par Samuel Johnson en 1735.
Fr. da Costa a découvert un autre manuscrit de travail de Lobo dans la Biblioteca Pública de Braga en 1947.  L'ensemble de ce manuscrit a été traduit par Donald M. Lockhart, et publié avec une introduction et des notes par FC Beckingham par la Hakluyt Society en 1984. 
Un ouvrage récent de l'historien Gérard Geist, paru aux éditions L'Harmattan, Moi Jeronimo Lobo, retrace de manière romancée les aventures de Lobo.

## Sources
Relation historique d'Abissinie, du Révérend Père Jérôme Lobo, traduit du portugais, continuée et augmentée de plusieurs dissertations, lettres et mémoires par Jérôme Legrand, 1728, Paris.